# Deep Space 2

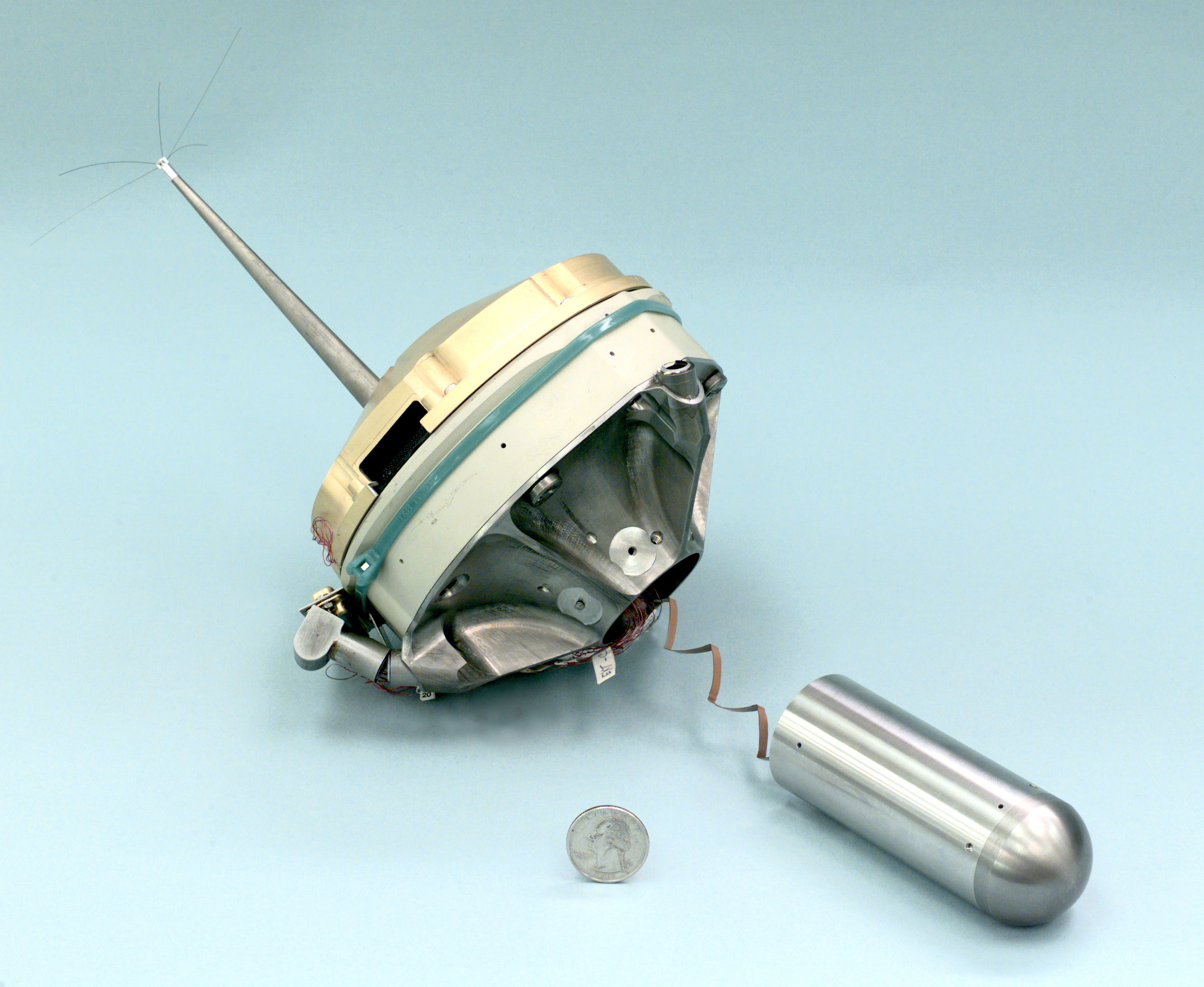
Deep Space.

Deep Space 2 consistieron en dos microsondas diseñadas para penetrar en el polo sur de Marte y obtener información. Estas sondas fallaron su misión y nunca se recibieron sus señales, por lo que la sonda MRO ayudará a detectar su sitio de aterrizaje.

## Perfil de la misión
Las sondas fueron montadas junto al aterrizador Mars Polar Lander en su lanzamiento. El lanzamiento se produjo el 3 de enero de 1999 a las 20:21:10 UTC en un cohete Delta II. Después de 11 meses de viaje, las dos microsondas en sus escudos térmicos fueron liberadas 18 segundos después de la liberación del Mars Polar Lander.
Luego de la liberación de las dos sondas, entraron en la atmósfera marciana a una velocidad de 160 a 200 m/s. No se recibieron señales de las Deep Space 2 tras el impacto. Las causas del fracaso se desconocen, pero podría ser que el transmisor de las Deep Space 2 no haya resistido el impacto o que sus baterías hubieran perdido electricidad antes del lanzamiento.

## Los penetradores
Las sondas tenían un peso total de 3.572 kg cada uno, y constaba de tres partes. La aerocubierta, 275 mm de alto y 350 mm de diámetro, recubiertas de la sonda y fue diseñado para proteger del calor de la entrada en la atmósfera. La aerocubierta estaba hecha de un material cerámico diseñado para romper el impacto con la superficie y tenía una masa de 1,165 kg. La sonda se compone de dos partes, una aftbody y forebody. El aftbody era un pequeño cilindro, 105,3 mm de alto y 136 mm de diámetro, que contenía las baterías de pilas, los sensores de presión, acelerómetros atmosférica y equipos de comunicaciones, incluida una antena de alta 127 mm. El aftbody fue diseñado para mantenerse por encima de la superficie después del impacto para proporcionar comunicaciones de radio. El forebody, o penetrador, es un cilindro largo y delgado (105,6 mm de largo, 35 mm de diámetro) con una masa de .670 kg. Un conjunto de propiedades de aislamiento térmico, incluyendo un sensor de temperatura, se encuentra cerca de la parte delantera del cilindro. Por encima de esta en el centro de la botella fue el motor de perforación rodeado por la electrónica y el microcontrolador. Durante estos fue otro conjunto de propiedades de aislamiento térmico. Por encima de este aparato fueron los de perforación, la cámara de muestras del suelo, y la calefacción y el hielo y vapor de agua de los equipos de detección. En la parte superior del penetrador era un acelerómetro de 3 ejes de impacto. El ajuste forebody en el aftbody en su posición de estiba y fue diseñado para separar el impacto con la superficie. Tiene una parte delantera redondeada con el fin de penetrar en el suelo. El aftbody y forebody se conectaron después del impacto de un cable flexible. Ambas partes de la sonda fueron diseñados para soportar las deceleraciones extremas. 
Antes de la implementación de las sondas se montaron en la etapa de crucero de la Mars Polar Lander en virtud de los paneles solares. Eran autónomos y no tenían conexión eléctrica a los Lander. Las sondas fueron cada uno equipado con dos no-litio recargable de baterías de cloruro de tionilo de 600 horas miliamperios. Las baterías se espera que proporcione 6 a 14 voltios nominalmente de uno a tres días, pero puede haber durado más tiempo. Las sondas fueron diseñados para transmitir datos a 7000 bits por segundo en una banda de UHF. 
Tecnología pruebas de supervivencia incluidos los instrumentos científicos de los pequeños, no aerocubierta erosiva, una ultra-baja temperatura de la batería de litio, un microcontrolador de tres dimensiones, la microelectrónica, con mezcla digital / analógico de circuitos integrados, flexibles y de interconexiones para el cableado del sistema.
- Datos: Q575934
- Multimedia: Deep Space 2 / Q575934